# Calliclinus geniguttatus
Genre
Synonymes
- Clinus elegans Valenciennes, 1836
- Clinus geniguttatus Valenciennes, 1836

Calliclinus geniguttatus est une espèce de poissons marins de la famille des Labrisomidae et de l'ordre des Perciformes. Cette espèce est native de la côte Pacifique du Chili et de la côte Atlantique de l'Argentine. Elle se nourrit principalement d'amphipodes lorsqu'elle est immature, puis elle tourne vers les décapodes lorsqu'elle devient mature. Elle peut alors atteindre une longueur de 12,2 centimètres.